# Lodowisko POSiR Malta

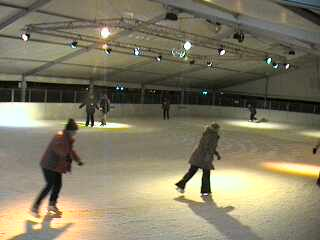
Lodowisko w sezonie 2005/2006

Lodowisko „Malta” – sztuczne lodowisko w Poznaniu. 
Uruchomione w lutym 2001 przez Poznańskie Ośrodki Sportu i Rekreacji (POSiR) nad jeziorem Malta – początkowo przy ulicy Krańcowej, pomiędzy metą toru wyścigowego a hangarami. Od sezonu 2004/2005 przeniesione w łatwiej dostępną okolicę, przy ul. Jana Pawła II. Było pierwszym sztucznym lodowiskiem w Poznaniu uruchomionym od czasu zamknięcia „Bogdanki” w roku 1994.
Jest obiektem sezonowym, działającym mniej więcej od około połowy listopada do początku kwietnia, o powierzchni 600m². Od sezonu 2001/2002 jest zadaszone specjalnym namiotem.
Dojazd do lodowiska możliwy jest komunikacją miejską – liniami autobusowymi 57, 84 oraz tramwajowymi 4, 6, 7, 16, 17 do przystanku Baraniaka.